# حودر
حودر (بالصومالية: Xuddur)‏ هي بلدة في إقليم بكول وعاصمتها، وكذلك مركز مقاطعة حودر.